# Club van vier

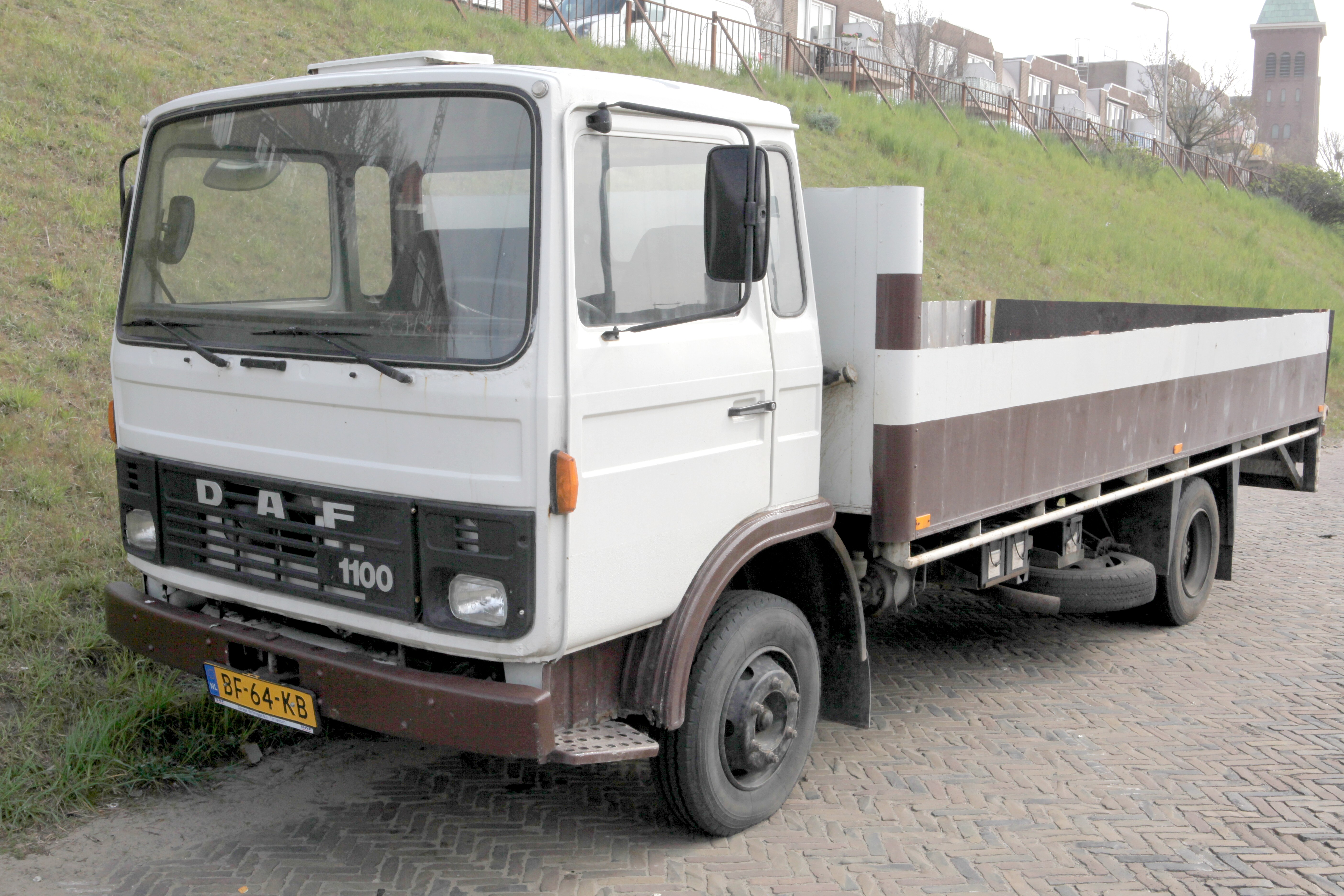
DAF 1100

Met de Club-van-Vier wordt de samenwerking tussen vier vrachtwagenfabrikanten (DAF, Magirus-Deutz, Saviem en Volvo) voor de ontwikkeling van lichte en middelzware vrachtwagens bedoeld. Aanvankelijk zou ook MAN deel van deze club zijn, maar zij zouden voortijdig stoppen en samenwerken met Volkswagen.

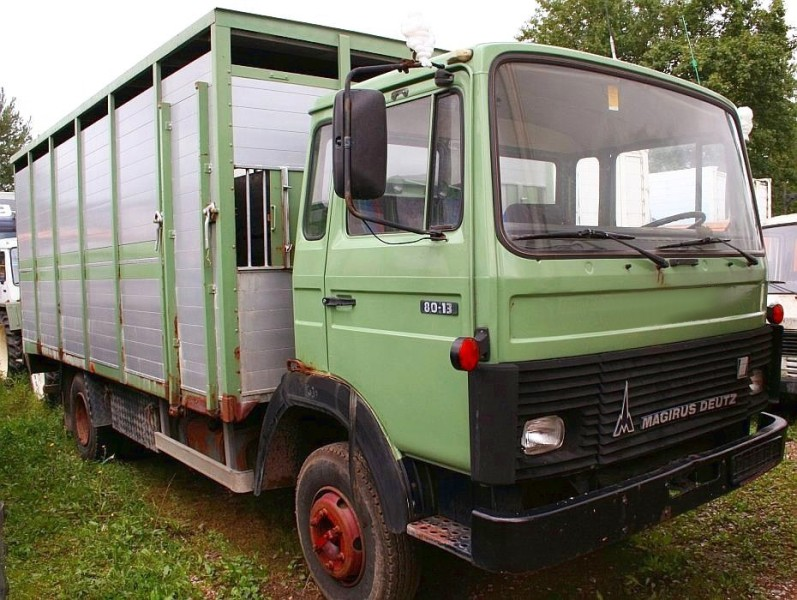
Magirus-Deutz MK

Voor de samenwerking werd een firma opgericht, genaamd Société Européenne de Travaux et de Développement(ETD), dat zetelde in Eindhoven en Noisy-le-Roi. De cabine werd geproduceerd bij Magirus-Deutz in Ulm, de voorassen stamden van Saviem. In de cabine was door een andere grille het familiegezicht van het vrachtwagenmerk te zien en de motoren waren van het vrachtwagenmerk zelf. Vanaf 1975 werden de volgende modellen geleverd: DAF met de types 900, 1100 en 1300, Magirus-Deutz met het type MK, Saviem met de types H en J en Volvo met de types F4 en F6.

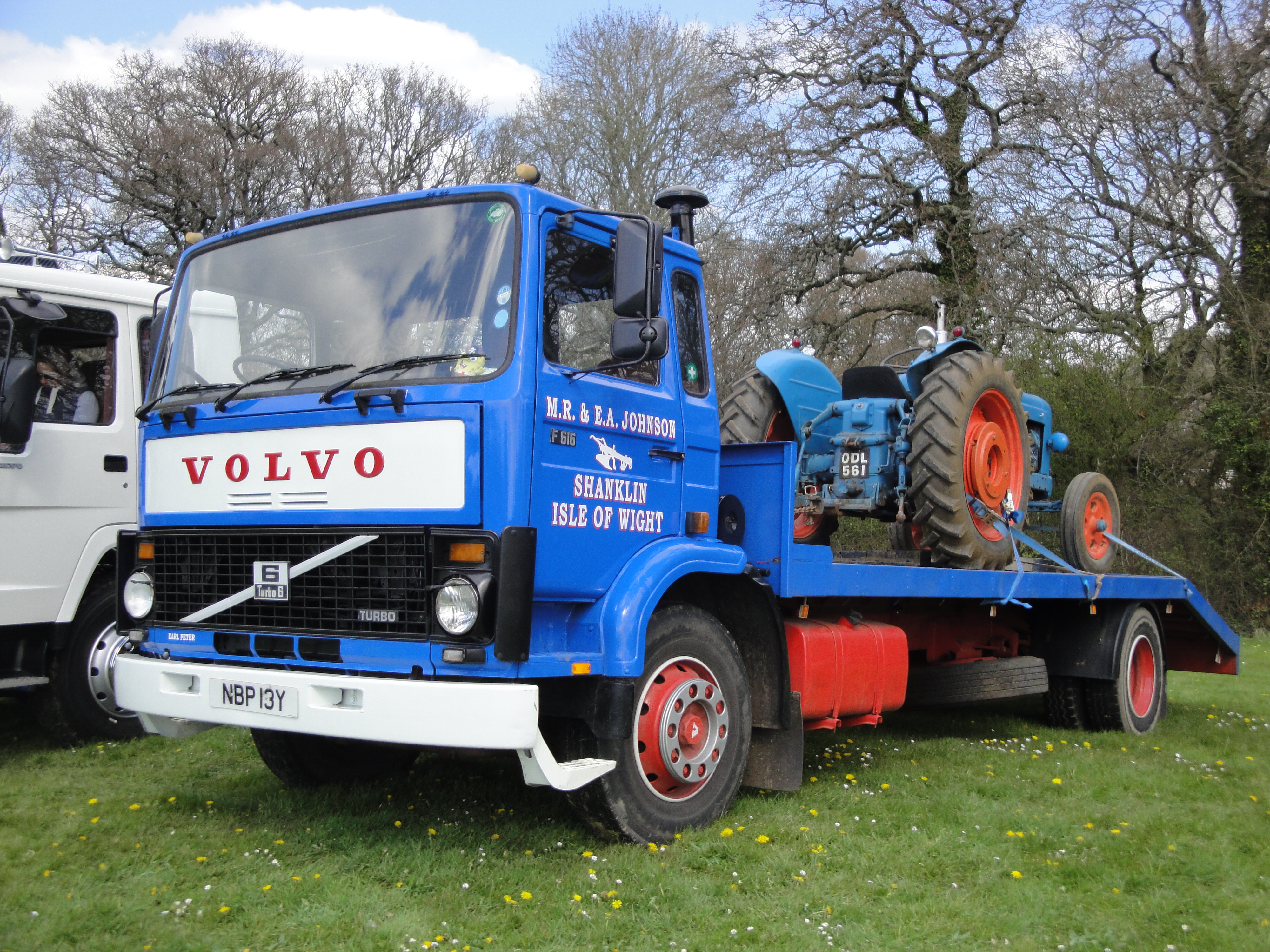
Volvo F616

Van de oorspronkelijke club zou DAF stoppen in 1986, doordat men de lichte trucks van Leyland ging gebruiken, Magirus-Deutz werd overgenomen door Iveco, dat de cabine tot de invoering van de Iveco Eurocargo in 1991 zou bouwen. Saviem werd opgenomen in Renault Véhicules Industriels en zou de cabine het langst gebruiken; De Renault Sherpa gebruikt de cabine nog altijd. Volvo zou tot 1985 de cabine gebruiken.
Het is enigszins uniek dat het model twee maal Truck van het jaar werd, namelijk als Volvo F7 in 1979 en als Renault G260 en G290.

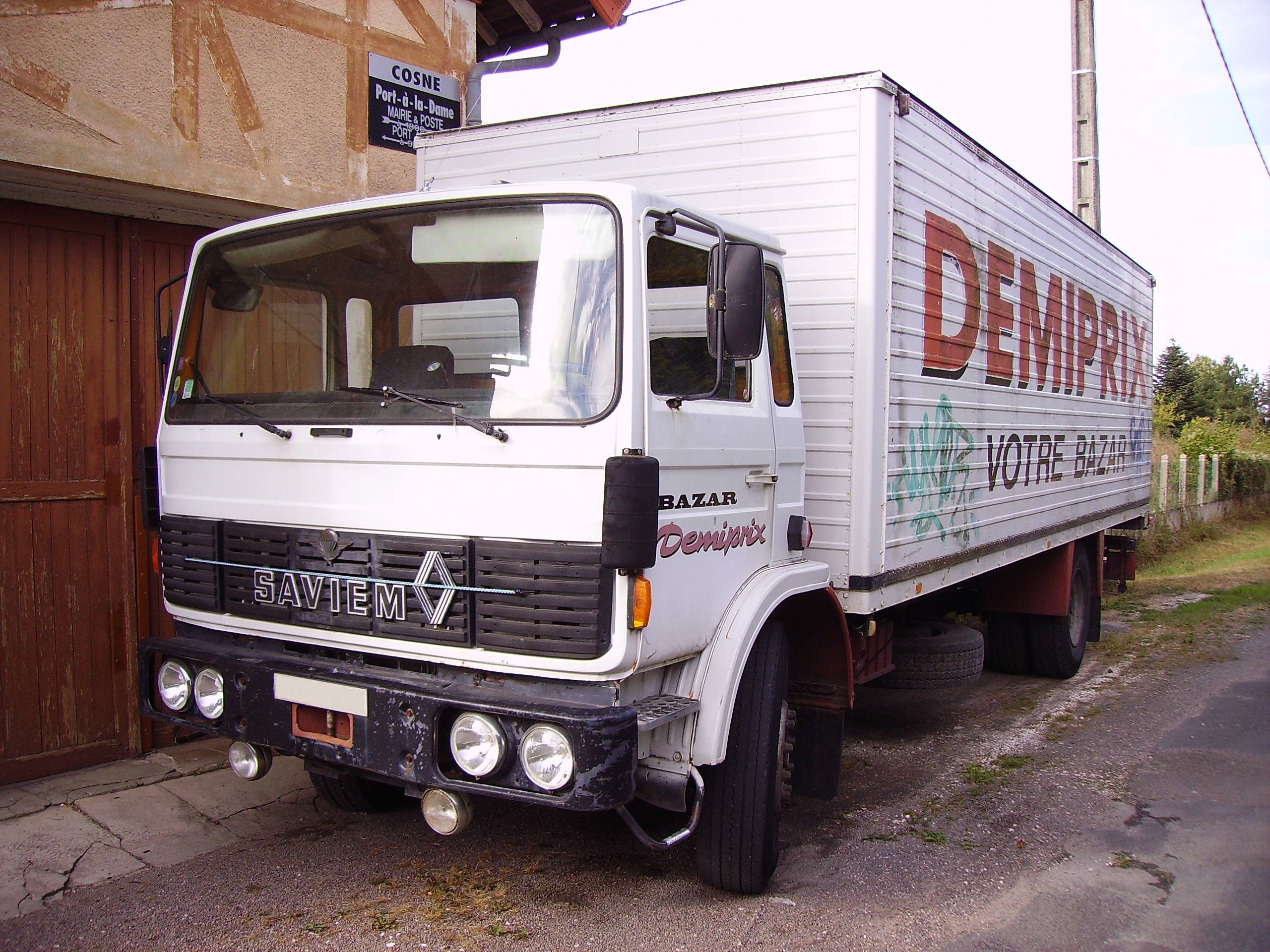
Saviem J

Later werd de cabine ook gebruikt door fabrikanten die soms niets met deze club van doen hadden.
- Agrobil
- Benjamin
- Berliet
- Camir
- Le Correzien
- DAF
- Ginaf
- Hollming
- IFA
- Iveco, Iveco-Magirus, Magirus, Magirus-Deutz
- LIAZ
- Mack
- Man-Meccanica
- Mirandola
- Nasr
- Nicolas
- Panien
- PI Makina
- PPM
- Renault
- Ross
- Samag, Samil
- Saviem
- Sita
- Tatra
- Terberg
- Thomas
- Titan
- Titan
- Volvo